# Lorenzo Lorenzini
Lorenzo Lorenzini (né le 27 octobre 1650 à Florence en Toscane et mort le 6 avril 1721 dans la même ville) est un mathématicien et physicien italien.

## Biographie
Né à Florence en 1650, reçut dans sa jeunesse des leçons de géométrie et de mathématiques du célèbre Viviani. Il occupait un emploi à la cour de Cosme III, grand-duc de Toscane, lorsque des dissensions entre ce prince et sa femme, Marguerite-Louise d'Orléans, déterminèrent la grande-duchesse à se retirer en France. Cependant, par l’entremise de Lorenzini, le Prince héritier Ferdinand entretenait avec sa mère une correspondance qui demeura longtemps secrète, mais qui fut enfin découverte. En butte au ressentiment de Cosme III, le malheureux confident fut enfermé en 1681 dans la forteresse de Volterra. Pour se distraire, il demanda des ouvrages de mathématiques ; mais le gouverneur de la prison, ayant remarqué dans ceux qu’on apporta des signes algébriques, des figures géométriques, s’imagina que c’étaient des livres de magie, et non-seulement il ne les lui donna pas, il lui fit encore de sévères réprimandes. Force fut donc au pauvre Lorenzini de s’en passer. Ainsi réduit à ses propres méditations et au souvenir de ses premières études, il ne laissa pas de composer sur les sections coniques un ouvrage en 12 livres, qui lui coûta onze ans de travail, et qui, au jugement du célèbre Wolff (De præcipuis script. mathem.) et des Acta erudit. lips., ann. 1723, est supérieur à ce qu’avaient écrit sur la même matière Apollonios de Perga et Viviani, son commentateur. Rendu enfin à la liberté, après une captivité de vingt ans, Lorenzini trouva tout changé dans l’enseignement des mathématiques. La science avait marché pendant ce long intervalle : les méthodes, le langage même, tout était nouveau, et les savants écrits publiés par Leibniz, Newton, les Bernouilli rendaient les siens un peu suranné ; il renonça donc à le faire imprimer, mais il n’en continua pas moins de se livrer avec ardeur à ses études favorites durant les vingt années qu’il vécut encore. Il mourut à Florence en 1721.

## Œuvres

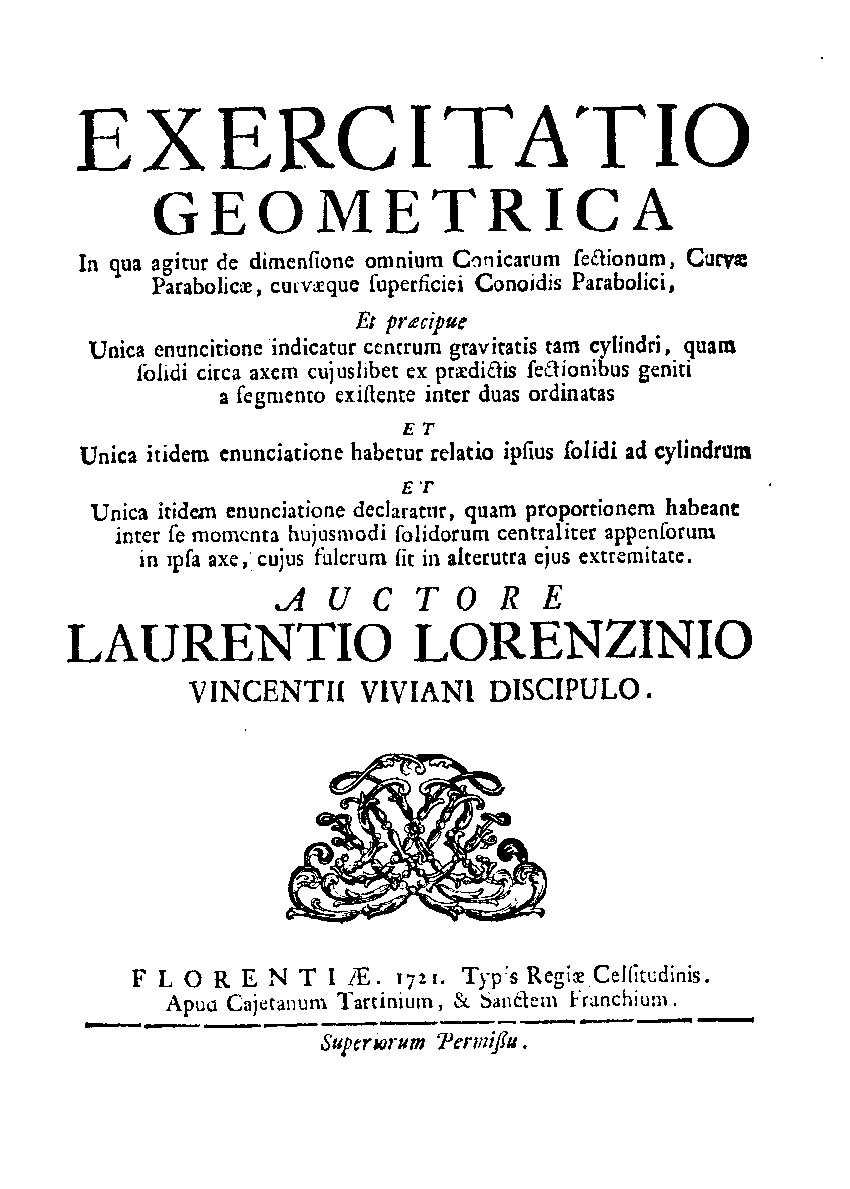
Exercitatio geometrica, 1721

- Exercitatio geometrica, in qua agitur de dimensione omnium conicarum sectionum, curvæ parabolicæ, etc., Florence, 1721 (lire en ligne), publié par le P. Celestino Rolli, religieux célestin.

Il a laissé inédits : 
- De sectionibus conicis et cylindris et earumdem solidis libri 12. C’est l’ouvrage qu’il composa dans sa prison.
- Exercitationes V geometricæ ;
- Solutiones variorum problematum, etc.

Ces manuscrits furent déposés, après la mort de l’auteur, dans la Biblioteca Magliabechiana, à Florence, et sont conservés aujourd’hui à la Bibliothèque nationale centrale de Florence. Dans la même Bibliotheque sont conservées onze lettres de Lorenzini adressées à Vincenzo Viviani.
Stefano Lorenzini, frère de Lorenzo, dont il partagea la disgrâce et la captivité, jouit d’une certaine réputation comme médecin et naturaliste. Il est auteur d’un bon ouvrage sur les torpilles, intitulé Osservazioni intorno alle torpedini, Florence, 1678, in-4°.